# Championnat d'Islande de football 1940
Navigation
Saison précédente Saison suivante
La saison 1940 du Championnat d'Islande de football était la 29e édition de la première division islandaise.
C'est le Valur Reykjavik qui remporte le championnat, c'est le 7e titre de champion du club. Comme la saison dernière, le champion sortant - Fram Reykjavik - finit dernier, avec un bilan d'un nul et de 2 défaites.

## Les 4 clubs participants
- KR Reykjavik
- Fram Reykjavik
- Valur Reykjavik
- Vikingur Reykjavik

## Compétition

### Classement
Le barème de points servant à établir le classement se décompose ainsi :
- Victoire : 2 points
- Match nul : 1 point
- Défaite : 0 point

| Rang | Équipe             | Pts | J | G | N | P | Bp | Bc | Diff |
| ---- | ------------------ | --- | - | - | - | - | -- | -- | ---- |
| 1    | Valur Reykjavik    | 5   | 3 | 2 | 1 | 0 | 6  | 4  | +2   |
| 2    | Vikingur Reykjavik | 4   | 3 | 1 | 2 | 0 | 7  | 4  | +3   |
| 3    | KR Reykjavik       | 2   | 3 | 1 | 0 | 2 | 6  | 6  | 0    |
| 4    | Fram Reykjavik T   | 1   | 3 | 0 | 1 | 2 | 4  | 9  | -5   |

|  | Champion d'Islande 1940 |

### Matchs
Tous les matchs se sont disputés au stade de Melavöllur à Reykjavik.
| Résultats (▼dom., ►ext.)                                   | Fra | Vik | Val | KR  |
| Fram Reykjavik                                             |     | 2-2 | 2-3 | 0-4 |
| Vikingur Reykjavik                                         |     |     | 1-1 | 4-1 |
| Valur Reykjavík                                            |     |     |     | 2-1 |
| KR Reykjavik                                               |     |     |     |     |
| - Victoire à domicile - Match nul - Victoire à l'extérieur |     |     |     |     |

## Bilan de la saison
| Tableau d'Honneur                 |                 |
| Compétition                       | Vainqueur       |
| Championnat d'Islande de football | Valur Reykjavik |